# Museo del Pan (Mas del Olmo)

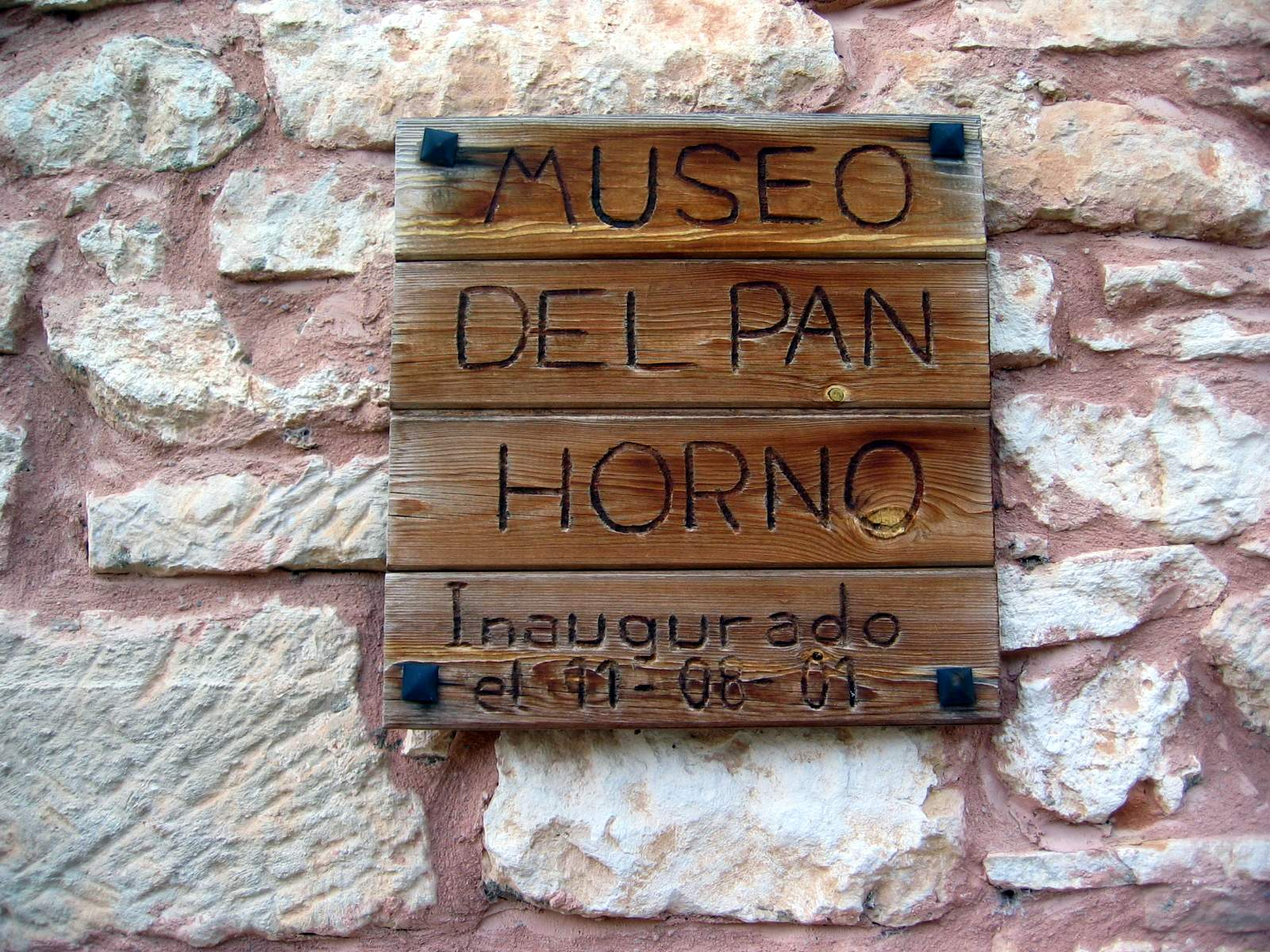
Detalle de cartel anunciador del «Museo del Pan» en Mas del Olmo, Ademuz (Valencia)

El Museo del Pan es un espacio museístico en la aldea de Mas del Olmo, municipio de Ademuz, en el Rincón de Ademuz, Provincia de Valencia, (Comunidad Valenciana, España).
En el museo se exponen objetos relacionados con la elaboración del pan (amasado y horneado), actividades agrarias como la trilla y sistemas de medida de cereales y vino.

## Historia
La población de Mas del Olmo se halla en el sector nororiental de la comarca, una zona de montaña eminentemente cerealística y ganadera del término, a 1.114 metros de altitud.
El primer horno conocido de la aldea se hallaba en el bajo de las escuelas, pero por causa de un incendio y con motivo del aumento de población en la localidad se construyó el actual: la construcción tuvo lugar en los años treinta del siglo XX, antes de la Guerra Civil Española (1936-1939).
Se trataba de un «horno de poya» tipo moruno con obrador y una peculiar organización, basada en la «tanda de vecinos», ello suponía que todos podían ser horneros y que estos cobraba en especie: un pan de cada treinta, y en el caso de pastas (magdalenas o rolletes), una pieza de cada doce.
Las mujeres acudían al horno con la masa ya preparada, dispuesta en cestos o escriños, envuelta en maseras y mandiles para conservar el calor. En el horno se troceaba la masa, dando forma a los panes: se les ponía la marca personal, para distinguirlos y se les marcaba con la “pintadora”, consiguiendo así el típico pan de estrella. Una vez en el horno tardaba una media hora en cocerse.
En este horno se horneaban los populares «molletes», para la fiesta de los Panes de la caridad, que todavía se celebra por santa Bárbara, el día 4 de diciembre. 
El horno comunal de Mas del Olmo funcionó hasta bien entrados los años ochenta del siglo XX (ca. 1985). Cuando dejó de funcionar algunos vecinos construyeron hornos en sus casas. Actualmente, el pan lo suben todos los días de las panaderías de Ademuz.

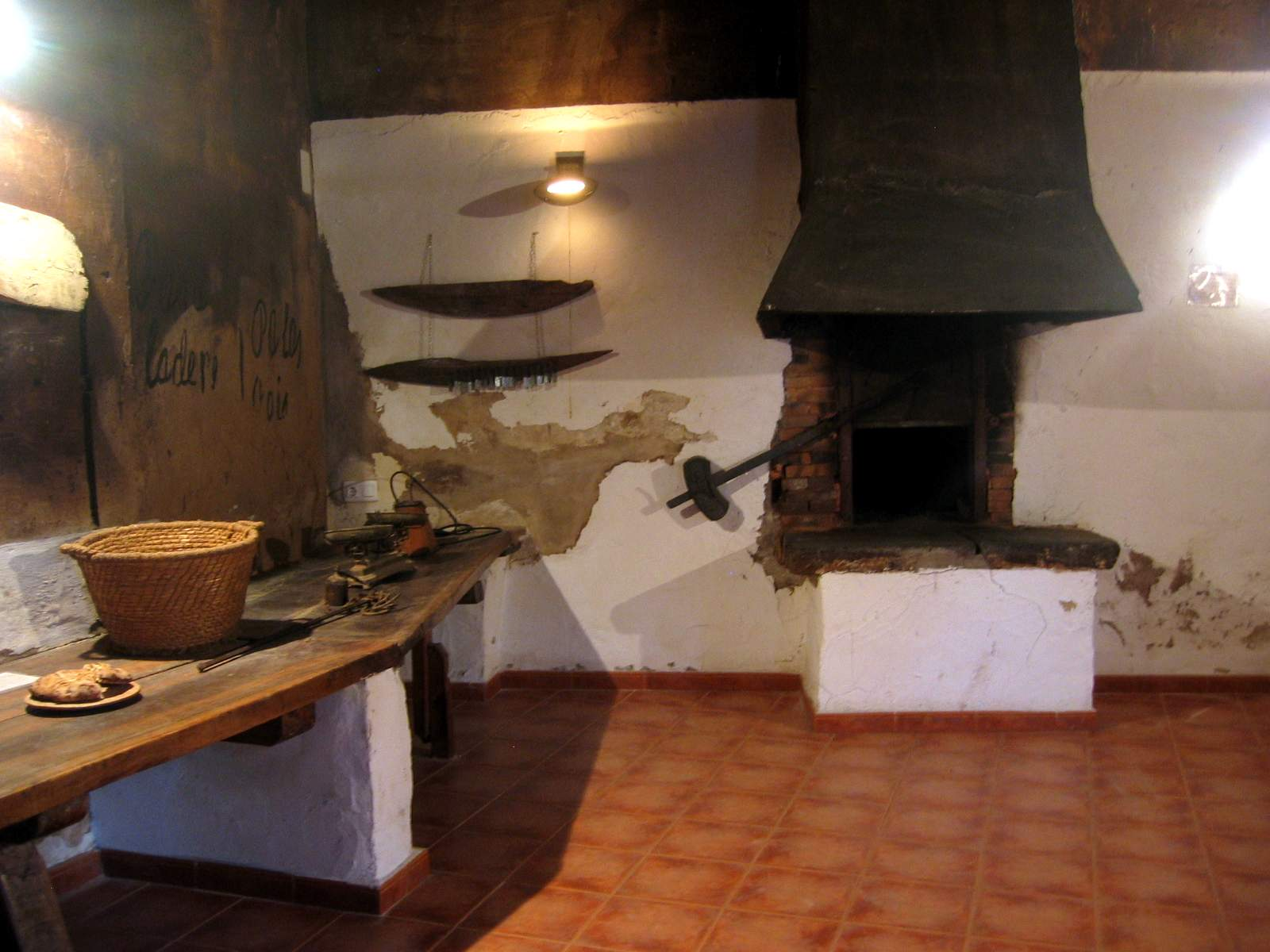
Detalle del obrador y boca del horno en el «Museo del Pan» de Mas del Olmo, Ademuz.

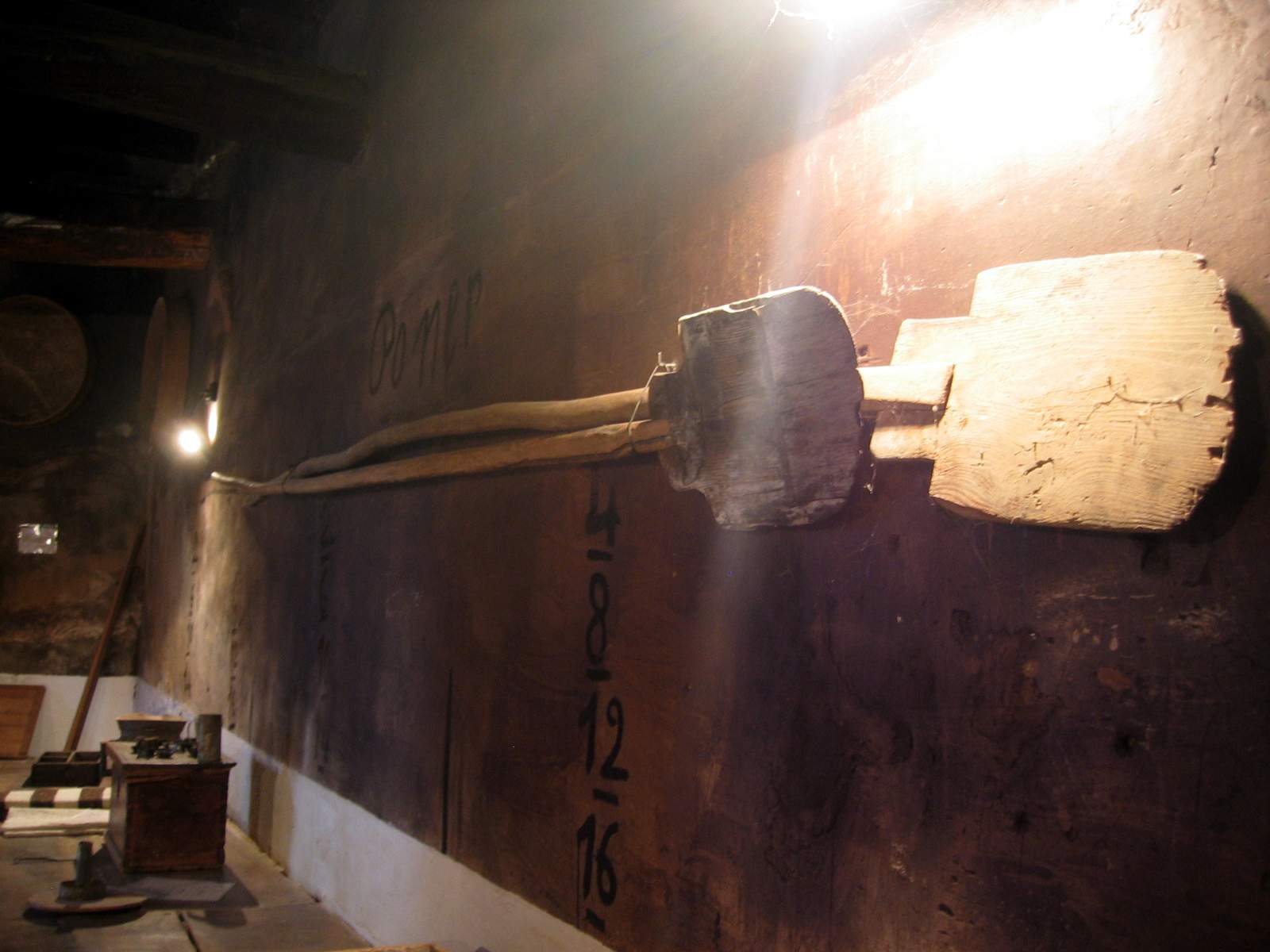
Detalle de antiguas palas de hornear en el «Museo del Pan» de Mas del Olmo, Ademuz.

## Ubicación y contenido
El Museo del pan se ubica en la planta baja del antiguo horno comunal de la localidad, un edificio de arquitectura tradicional (vernacular) recientemente restaurado por iniciativa de una «Asociación Cultural» local. Posee planta alargada, dos alturas, muros mamposteros de piedra careada, cobertura de teja árabe en disposición de canal y cobija que vierte a una agua, y está ubicado en el barrio de La Era.
Fue inaugurado el 11 de agosto de 2001 y contiene interesantes piezas museísticas de valor etnológico y etnográfico relativas a la elaboración del pan: Artesas, Barredores, Capazos, Cedazos, Escobillas, Mandiles, Maseras, Palas, Palillas, Pintadoras, Rasquetas, Retizadores, Talegas, Tornos, Varillas (cernedores), etc. Útiles de labranza y trilla, areles, etc. También contiene unidades de medida de líquidos y cereales, balanzas y romanas.
La planta alta del edificio, donde antiguamente se reunía el Concejo de la aldea, está destinada a centro social y sala de exposiciones.